# Scolopendrella numexta
Scolopendrella numexta är en mångfotingart som beskrevs av Hilton 1933. Scolopendrella numexta ingår i släktet Scolopendrella och familjen slankdvärgfotingar. Inga underarter finns listade i Catalogue of Life.